# Клинт Истууд
Клинтън „Клинт“ Истууд (на английски: Clinton "Clint" Eastwood, на английски фамилията се изговаря най-близко до Ийстууд) е американски актьор и режисьор, четирикратен носител на Награди на Академията. Като актьор Истууд е най-известен с ролите си на корав мъж в уестърни и екшън филми, особено през 60-те, 70-те и 80-те години на 20. век. Изпълнението му на лаконичния Мъж без име в „Доларовата трилогия“ от спагети уестърните на Серджо Леоне, включваща За шепа долари (1964), За няколко долара повече (1965) и Добрият, лошият и злият (1966) и като инспектор Хари Калахан в поредицата филми Мръсният Хари го превръщат в траен символ на мъжество. Истууд получава четири награди Оскар за филмите си Непростимо (1992) и Момиче за милиони (2004) – за най-добър режисьор и за най-добър филм. За ролите в тези филми той също е номиниран за най-добра мъжка роля. От 1986 до 1988 г. Истууд е кмет на Кармел бай дъ Сий. В най-добрата си форма Истууд е висок 193 см.

## Произход и младежки години
Клинт Истууд е роден на 31 май 1930 г. в семейството на Клинтън Истууд старши (1906 – 1970), работник в стоманодобивната промишленост и мигриращ работник, и Маргарет Рут Истууд (по баща Ранър) (1909 – 2006), работничка във фабрика. Той има английско, шотландско, нидерландско и ирландско потекло. Израства в „протестантски дом от средната класа“ и се мести заедно с баща си, който заема различни работни места из Западния бряг. Семейството се заселва в Пидмонт, Калифорния в юношеството на Истууд и той завършва Оукландския техникум през 1949 г.
Работи във фабрика за дървесинна маса, в бензиностанция, като пожарникар и свири на рагтайм пиано в бар в Оукланд. През 1950 г., по време на Корейската война, Истууд е извикан в Американската армия и е на борда на самолет, който катастрофира в Тихия океан северно от Сан Франциско, (Залива на Дрейк). Не получава тежки наранявания и остава в САЩ, за да даде показания за катастрофата. Поради това не заминава за Корея заедно с другите от частта си.

## Кариера
Клинт Истууд започва филмовата си кариера с кратки появявания в Б-филми като Revenge of the Creature, Tarantula и Francis in the Navy. Той пробива през 1958 г., когато печели ролята на Рауди Йейтс (наричан от него по-късно „идиотът от равнините“) в телевизионния сериал Rawhide (Нещавена кожа). За седемте години, в които сериалът се излъчва в САЩ от януари 1959 г. Истууд става широко известен в Съединените щати. Той играе също в няколко филма, включително Засада в прохода Симарон, който нарича „вероятно най-лошият уестърн правен някога“. През 1959 г. се бие с Джеймс Гарнър в „Duel at Sundown“ („Дуел по залез слънце“), епизод от уестърн сериал Maverick. Той не се снима в повече филми докато с него не се свързва Серджо Леоне.
Член на екипа вижда Истууд в Rawhide и си помисля, че той прилича на каубой, а със своите 193 см има и силно физически присъствие. Истууд е поканен на прослушване за За шепа долари (1964), но не е първият актьор, към когото са се обърнали за ролята. Първоначално режисьорът възнамерявал Джеймс Кобърн да играе Мъжът без име. Леоне след това предлага ролята на Чарлз Бронсън, който отказва с аргумента, че сценарият е лош. Актьорът Ричард Харисън, който играе в първия италиански уестърн Duello nel Texas също отказва и препоръчва Клинт Истууд. По-късно той заявява:
Може би моят най-голям принос към киното е, че не направих За шепа долари, а препоръчах Клинт за ролята.
Филмът е сниман в Испания и очевидно е повлиян от „Телохранител“ на Акира Куросава. За шепа долари се превръща в стандарт за спагети уестърните. Серджо Леонене говори английски и каскадьорът Бенито Стефанели се превръща в неофициален преводач за продукцията. Отличителният стил на Истууд се понравя на Леоне , който коментира „Аз харесвам Клинт Истууд, защото той има само две изражения на лицето: едно с шапка и едно без нея.“ Следват филмите За няколко долара повече (1965) и Добрият, лошият и злият (1966). Леоне изобразява по-беззаконен и мрачен Див Запад от традиционните уестърни. И трите филма са хитове, особено третият, а Истууд се превръща в голяма звезда, преопределяйки образа на американския каубой, въпреки че неговият герой всъщност е стрелец и ловец на глави.
1971 г. се оказва повратна за Истууд. Собствената му продукционна компания „Malpaso“ му позволява да режисира филма Пусни Мисти за мен, артистична власт, която той дълго е желаел. Но неговият портрет на грубоватия полицейски инспектор Хари Калахан изстрелва филма на режисьора Доналд Сийгъл Мръсният Хари като негов най-голям касов успех. Мръсният Хари е може би най-незабравимият герой на Истууд. На филма се приписва създаването на жанра „loose-cannon cop“ („ченге с разхлабено оръжие“), който все още се снима. Твърдото прямо ченге на Истууд докосва много от зрителите, на които им е дошло до гуша от уличните престъпления. Мръсният Хари води до четири продължения: Magnum Force (1973), The Enforcer (1976), Sudden Impact (1983) и The Dead Pool (1988).
През 1973 г. Истууд режисира High Plains Drifter, а през 1976 г. The Outlaw Josey Wales. Josey Wales е първият от шестте филма, в които играе с тогавашната си приятелка Сондра Лок. През 1975 г. Истууд снима филм за скално катерене: The Eiger Sanction, в който сам изпълнява катераческите каскади. Филмът се превръща в класика сред катерачите.
През 1979 г. Истууд играе ролята на затворника -беглец Франк Морис във филма, направен по истински случай Бягство от Алкатраз. Морис е изпратен на „Скалата“ през януари 1960 г., изработва педантичен план за бягство и го осъществява през 1962 г., когато избягва заедно с други двама затворници и навлиза в залива на Сан Франциско. ФБР поддържа версията, че бегълците са се удавили.
През 1992 г. Истууд възражда жанра уестърн за последно с режисирания от него филм Непростимо, в който играе остаряващ някогашен стрелец. Във филма участват също Джийн Хекмън, Морган Фрийман и Ричард Харис. Филмът преустановява конвенциите на жанра в по-двусмислена и неромантична светлина. Получава 9 номинации за Оскар, включително за най-добър актьор за Истууд и печели 4, включително за най-добър режисьор и за най-добър филм. През 1993 г. Клинт Истууд играе обзет от чувство за вина бивш агент от тайните служби във филма на Волфганг Петерсен На огневата линия. Филмът е сред десетте най-популярни за годината. В същата година режисира и играе с Кевин Костнър в Съвършен свят. През 1995 г. продължава да разширява репертоара си като играе с Мерил Стрийп в любовната история Мостовете на окръг Медисън, базиран на романа-бестселър и също хит в киносалоните. През 1997 г. режисира Полунощ в градината на доброто и злото с участието на Джуд Лоу. Също през 1997 г. режисира и играе в Абсолютна власт с Джийн Хекман, Ед Харис и Денис Хайсбърт.
През 2000 г. Истууд режисира и играе в Космически каубои, в който играе Франк Корвин, пенсиониран инженер от NASA, който е извикан, за да спаси загиващ руски сателит. Във филма участват и Томи Лий Джоунс, Доналд Съдърланд и Джеймс Гарнър. Космически каубои е най-големият му комерсиален успех за близо десетилетие с приходи от $ 130 млн. от кино касите. През 2003 г. режисира криминалната драма Река на тайните, която получава две номинации за Оскар – за най-добра режисура и за най-добър актьор на Шон Пен.
През 2005 г. Истууд намира както комерсиален така и успех сред критиците за боксовата драма Момиче за милиони, в който играят същи Хилари Суонк и Морган Фрийман. Филмът печели 4 награди Оскар, включително за най-добър режисьор и за най-добър филм. Истууд получава и номинация за най-добър актьор. Филмът получава приходи от над $ 216 млн. и се превръща в един от най-големите успехи в кариерата на твореца. През 2006 г. Истууд режисира два филма за битката за Иво Джима от Втората световна война. Първият, Знамената на нашите бащи се съсредоточава върху мъжете, които издигат знамето на връх Сурибачи. Вторият, Писма от Иво Джима, се занимава с тактиката на японските войници на острова и писмата, които те изпращат до роднините си. И двата филма са щедро похвалени от критиците и получават няколко номинации за Оскар, включително за най-добър режисьор и за най-добър филм за Писма от Иво Джима. Режисьорът Спайк Лий обвинява Истууд, че не е включил нито един чернокож във филмите. Истууд отговаря, че Лий „трябва да си затвори лицето“.
В 2009 г. Истууд режисира филма за Нелсън Мандела „Несломим“, базиран на книгата на Джон Карлин от 2008 г. Playing the Enemy: Nelson Mandela and the Game that Made a Nation, с Морган Фрийман в ролята на Мандела и Мат Деймън като капитана на отбора по ръгби Франсоа Пиенар. Карлин продава филмовите права на Фрийман.

## Политика
Клинт Истууд е регистриран републиканец от 1951 г. и подкрепя Ричард Никсън в президентската кампания от 1968 г. и 1972 г. както и Роналд Рейгън в президентската кампания от 1980 г. и 1984 г. Той се описва като либертарианец, а философията си: „Всеки трябва да остави всеки намира.“ Истууд е избран за кмет на Кармел бай дъ Сий (с население 4000 д.), Калифорния и по време на двугодишния си мандат завършва моста Heartbreak и Bird. През 2001 г. е назначен от губернатора на Калифорния Грей Дейвис в Калифорнийската щатска комисия за паркове и отдих. През 2004 г. е преназначен от губернатора Арнолд Шварценегер, когото подкрепя в изборите през 2003 и 2006 г. Като заместник-председател на комисията Истууд води заедно с девера на Шварценегер Боби Шрайвър панел на комисията в единодушното му противопоставяне срещу дълъг 26 км платен път с 6 платна, който би преминал през щатския плаж Сан Онофре, северно от Сан Диего, едно от най-ценените места от сърфистите. Истууд и Шрайвър също подкрепят съдебно дело срещу проекта и призовават Калифорнийската крайбрежна комисия да го отхвърли, което тя и прави през февруари 2008 г. През март 2008 г., Истууд и Шрайвър не са преназначени на постовете си, след като мандатите им са изтекли. Според Съвета за защита на естествените ресурси и сп. The New Republic двамата не са преназначени заради съпротивата си срещу магистралата, която е подкрепена от губернатора Шварценегер. В президентските избори през 2008 г. Истууд подкрепя кандидата на републиканската партия Джон МакКейн. На изборите през 2012 и през 2016 Истууд отново подкрепя кандидата на републиканците в случая Мит Ромни и Доналд Тръмп. На изборите през 2020 Клинт Истууд подкрепя президента Тръмп за втори мандат.

## Личен живот
Клинт Истууд се е женил два пъти и има пет дъщери и двама синове от пет различни жени.
Истууд се жени за модела Маги Джонсън на 19 декември 1953 г., шест месеца след като им е устроена среща без да се познават. Според неофициалната му автобиография Clint: The Life and Legend Истууд ѝ изневерява през цялото време, в което са женени, имайки връзки с много жени, включително Барбра Страйсънд, Пеги Липтън, Джийн Сибърг и бившата жена на Джеймс Бролин Джейн.
В началото на 60-те години Истууд започва връзка с Роксан Тунис, статистка от Rawhide. Те имат дъщеря, Кимбър, родена на 17 юни 1964 г. През годините Истууд подкрепя финансово Кимбър и майка ѝ и тайно ги посещава на 3 – 4 месеца. Съществуването на Кимбър е огласено през 1989 г. Тя грае малка роля във филма на баща си Абсолютна власт през 1997 г.
Истууд първоначално отказва да има деца от съпругата си, след това тя се разболява от хепатит. След като тя се възстановява той размисля. Те имат две деца: Кайл Истууд (р. 19 май 1968 г.) и Алисън Истууд (р. 22 май 1972 г.). Двамата се разделят след като тя разбира, че мъжа ѝ е имал дълготрайна връзка със Сондра Лок. На Клинт му е наредено да ѝ плати $ 25 млн. – по $ 1 млн. за всяка година на брака им. Те подават документи за законно разделяне през 1978 г., но разводът им е финализиран едва през май 1984 г.
Истууд и Сондра Лок играят заедно в 6 филма: The Outlaw Josey Wales, The Gauntlet, Every Which Way but Loose, Bronco Billy, Any Which Way You Can и Sudden Impact. Те се срещат през 1972 г. и започват романтичната си връзка по време на снимките на Josey Wales. Живеят заедно в продължение на 14 години. Когато връзката им приключва през 1989 г. Лок подава иск срещу него за $ 1.3 млн. Тя твърди, че той е сменил ключалките на дома им и е изпратил всичките ѝ вещи за съхранение. Тя също твърди, че той я е убедил да направи аборт и да се подложи на стерилизация. Репутацията му отново е опетнена, когато се разкрива, че има две деца, Скот Истууд (р. 21 март 1986 г.) и Катрин Истууд (р. 2 февруари 1988 г.) от стюардесата Джаслин Рийвс, докато все още има връзка с Лок. Автобиографията на Лок The Good, the Bad and the Very Ugly (Добрият, лошият и много грозният) включва покъртително описание на годините ѝ с Истууд. Истууд има дъщеря от актрисата Франсес Фишър, негова партньорка във филма Розов кадилак, Франческа Фишър-Истууд, родена на 7 август 1993 г.
Истууд среща настоящата си съпруга, Дина Руиз, телевизионна водеща, когато тя го интервюира през 1993 г. Те стават добри приятели и започват романтична връзка две години по-късно. Женят се на 31 март 1996 г. в Лас Вегас, Невада. Синът на Клинт, Кайл, им е кум. Дъщеря им Морган Истууд е родена на 12 декември 1996 г. Дина поддържа приятелски отношения с всичките деца на мъжа си и се техните майки и често ги събира на ранчото им. Истууд има двама внуци: Клинтън (син на Кимбър, р. 21 февруари 1984 г.) и Грейлен (дъщеря на Кайл, р. 28 март 1994 г.)

## Филмография

### В Киното
| година | филм                                 | оригинално заглавие                     | роля                       | режисьор          | бележки |
| ------ | ------------------------------------ | --------------------------------------- | -------------------------- | ----------------- | --- |
| 1955   | Отмъщението на създанието            | Revenge of the Creature                 | лабораторен техник         |                   | не е кредитиран |
| 1955   | Франсис във флота                    | Francis in the Navy                     | Джоунси                    | Артър Любин       | |
| 1955   | Лейди Годива                         | Lady Godiva                             | First Saxon                |                   | не е кредитиран |
| 1955   | Тарантула                            | Tarantula                               | Водач на ескадрила         |                   | не е кредитиран |
| 1956   | Никога не казвай сбогом              | Never Say Goodbye                       | Уил                        |                   | не е кредитиран |
| 1956   | Звезда в прахта                      | Star in the Dust                        | Том, момче от ранчото      |                   | не е кредитиран |
| 1956   |                                      | Away All Boats                          | морски пехотинец, медик    |                   | не е кредитиран |
| 1956   | Първата пътуваща продавачка          | The First Traveling Saleslady           | Лейтенант Джак Райс        | Артър Любин       | |
| 1957   | Бягство в Япония                     | Escapade in Japan                       | Пилот на Дъмбо             | Артър Любин       | не е кредитиран |
| 1958   | Ескадрилата Лафайет                  | Lafayette Escadrille                    | Джордж Моузли              | Уилям Уелман      | |
| 1958   | Засада в прохода Симарон             | Ambush at Cimarron Pass                 | Кийт Уилямс                | Джоди Копелан     | |
| 1964   | За шепа долари                       | Per un pugno di dollari                 | Джо (Мъжът без име)        | Серджо Леоне      | |
| 1965   | За няколко долара повече             | Per qualche dollaro in più              | Манко (Мъжът без име)      | Серджо Леоне      | |
| 1966   | Добрият, лошият и злият              | Il Buono, il Brutto, il Cattivo         | Блонди (Мъжът без име)     | Серджо Леоне      | |
| 1967   | Вещиците                             | Le streghe                              | Чарли                      | Лукино Висконти   | (сегмент „Una sera come le altre“) |
| 1968   | Закачете ги високо                   | Hang 'Em High                           | Шериф Джед Купър           | Тед Пост          | |
| 1968   | Блъфът на Куган                      | Coogan's Bluff                          | Заместник-шериф Уолт Кугън | Дон Сийгъл        | |
| 1968   | Където дръзват орлите                | Where Eagles Dare                       | Лейтенат Морис Шафер       | Брайън Хътън      | |
| 1969   | Боядисай си фургона                  | Paint Your Wagon                        | Силвестър „Парднър“ Нюел   | Джошуа Логън      | |
| 1970   | Две мулета за сестра Сара            | Two Mules for Sister Sara               | Хогън                      | Дон Сийгъл        | |
| 1970   | Героите на Кели                      | Kelly's Heroes                          | Редник Кели                | Брайън Хътън      | |
| 1971   | Измамените                           | The Beguiled                            | Ефр. Джон МакБърни         | Дон Сийгъл        | |
| 1971   | Пусни Мисти за мен                   | Play Misty for Me                       | Дайвид „Дейв“ Гарвър       | Клинт Истууд      | |
| 1971   | Мръсният Хари                        | Dirty Harry                             | Хари Калахан               | Дон Сийгъл        | |
| 1972   | Джо Кид                              | Joe Kidd                                | Джо Кид                    | Джон Стърджис     | |
| 1973   | Скитникът от платата                 | High Plains Drifter                     | Странникът                 | Клинт Истууд      | |
| 1973   | Бризи                                | Breezy                                  | Мъж в тълпата на кея       | Клинт Истууд      | |
| 1973   | Силата на Магнум                     | Magnum Force                            | Хари Калахан               | Тед Пост          | |
| 1974   | Гърмът и Леката стъпка               | Thunderbolt and Lightfoot               | Гърмът                     | Майкъл Чимино     | |
| 1975   | Отмъщението на Айгър                 | The Eiger Sanction                      | Д-р Джонатан Хемлок        | Клинт Истууд      | |
| 1976   | Джоузи Уелс извън закона             | The Outlaw Josey Wales                  | Джоузи Уейлс               | Клинт Истууд      | |
| 1976   | Насилникът                           | The Enforcer                            | Хари Калахан               | Джеймс Фарго      | |
| 1977   | Ръкавицата                           | The Gauntlet                            | Бен Шокли                  | Клинт Истууд      | |
| 1978   | Каквото и да правиш, губиш           | Every Which Way But Loose               | Фило Бедоу                 | Джеймс Фарго      | |
| 1979   | Бягство от Алкатрас                  | Escape from Alcatraz                    | Франк Морис                | Дон Сийгъл        | |
| 1980   | Бронко Били                          | Bronco Billy                            | Бронко Били МакКой         | Клинт Истууд      | |
| 1980   | Както и да можеш                     | Any Which Way You Can                   | Фило Бедоу                 | Бъди Ван Хорн     | |
| 1982   | Файърфокс                            | Firefox                                 | Мичъл Гант                 | Клинт Истууд      | Продуцент |
| 1982   | Музикантът пройдоха                  | Honkytonk Man                           | Ред Стовал                 | Клинт Истууд      | Продуцент |
| 1983   | Внезапен удар                        | Sudden Impact                           | Хари Калахан               | Клинт Истууд      | Продуцент |
| 1984   | Стегната примка                      | Tightrope                               | Уес Блок                   | Ричард Тугъл      | Продуцент |
| 1984   | Градска жега                         | City Heat                               | Лейтенант Спиър            | Ричард Бенджамин  | |
| 1985   | Бледият ездач                        | Pale Rider                              | Проповедникът              | Клинт Истууд      | Продуцент |
| 1986   | Хълмът на храбрите                   | Heartbreak Ridge                        | сержант Том „Гъни“ Хайуей  | Клинт Истууд      | Продуцент |
| 1988   | Смъртоносен списък                   | The Dead Pool                           | Хари Калахан               | Бъди Ван Хорн     | |
| 1988   | Птица                                | Bird                                    | не играе                   | Клинт Истууд      | Продуцент; Златен глобус за най-добър режисьор |
| 1989   |                                      | Thelonious Monk: Straight, No Chaser    | не играе                   |                   | Изпълнителен продуцент |
| 1989   | Розов кадилак                        | Pink Cadillac                           | Томи Новак                 | Бъди Ван Хорн     | |
| 1990   | Бял ловец – черно сърце              | White Hunter Black Heart                | Джон Уилсън                | Клинт Истууд      | Продуцент |
| 1990   |                                      | The Rookie                              | Ник Пуловски               | Клинт Истууд      | |
| 1992   | Непростимо                           | Unforgiven                              | Уилям Муни                 | Клинт Истууд      | Продуцент; „Оскар“ за най-добър режисьор Златен глобус за най-добър режисьор Награда на режисьорската гилдия на Америка за най-забележително постижение в пълнометражен филм |
| 1993   | Под прицел                           | In the Line of Fire                     | Агент Франк Хориган        | Волфганг Петерсен | |
| 1993   | Съвършен свят                        | A Perfect World                         | Началник Ред Гарнет        | Клинт Истууд      | |
| 1995   | Мостовете на Медисън                 | The Bridges of Madison County           | Робърт Кинкейд             | Клинт Истууд      | Продуцент |
| 1995   | Звездите паднаха върху Хенриета      | The Stars Fell on Henrietta             | не играе                   | Джеймс Кийч       | Продуцент |
| 1997   | Нощем в градината на доброто и злото | Midnight in the Garden of Good and Evil | не играе                   | Клинт Истууд      | Продуцент |
| 1997   | Абсолютна власт                      | Absolute Power                          | Лутър Уитни                | Клинт Истууд      | Продуцент |
| 1999   | Истинско престъпление                | True Crime                              | Стийв Еверет               | Клинт Истууд      | Продуцент |
| 2000   | Звездни каубои                       | Space Cowboys                           | Д-р Франк Корвин           | Клинт Истууд      | Продуцент |
| 2002   | Кръв                                 | Blood Work                              | Тери МакКалеб              | Клинт Истууд      | Продуцент |
| 2003   | Река на тайните                      | Mystic River                            | не играе                   | Клинт Истууд      | Продуцент; награда Сезар – най-добър чуждестранен филм |
| 2004   | Момиче за милиони                    | Million Dollar Baby                     | Франки Дън                 | Клинт Истууд      | Продуцент; „Оскар“ за най-добър режисьор Златен глобус за най-добър режисьор Награда на режисьорската гилдия на Америка за най-забележително постижение в пълнометражен филм Награда на асоциацията на Чикагските филмови критици – най-добър режисьор Награда Сезар – най-добър чуждестранен филм |
| 2006   | Знамената на бащите ни               | Flags of Our Fathers                    | не играе                   | Клинт Истууд      | Продуцент |
| 2006   | Писма от Иво Джима                   | Letters from Iwo Jima                   | не играе                   | Клинт Истууд      | Продуцент |
| 2008   | Подмяната                            | Changeling                              | не играе                   | Клинт Истууд      | Композитор |
| 2008   | Гран Торино                          | Gran Torino                             | Уолт Ковалски              | Клинт Истууд      | Продуцент |
| 2009   | Несломим                             | Invictus                                | не играе                   | Клинт Истууд      | Продуцент |
| 2010   | Светлина в тунела                    | Hereafter                               | не играе                   | Клинт Истууд      | Продуцент и композитор |
| 2011   | Джей Едгар                           | J. Edgar                                | не играе                   | Клинт Истууд      | Продуцент и композитор |
| 2012   | Обратно в играта                     | Trouble with the Curve                  | Гъс Лобел                  | Робърт Лоренц     | Продуцент |
| 2014   | Американски снайперист               | American Sniper                         | Посетител на църква        | Клинт Истууд      | Продуцент |
| 2014   | Момчетата от Джърси                  | Jersey Boys                             | не играе                   | Клинт Истууд      | Продуцент |
| 2016   | Съли: Чудото на Хъдсън               | Sully                                   | не играе                   | Клинт Истууд      | Продуцент |
| 2018   | 15:17 до Париж                       | The 15:17 to Paris                      | не играе                   | Клинт Истууд      | Продуцент |
| 2018   | Трафикантът                          | The Mule                                | Лео Шарп                   | Клинт Истууд      | Продуцент |
| 2019   | Случаят Ричард Джуъл                 | Richard Jewell                          | не играе                   | Клинт Истууд      | Продуцент |
| 2021   | Какво означава да си добър човек     | Cry Macho                               | Майк Майлоу                | Клинт Истууд      | Продуцент |

### В Телевизията
| година    | филм          | оригинално заглавие | роля        | режисьор | бележки |
| --------- | ------------- | ------------------- | ----------- | -------- | ------- |
| 1959–1966 | Нещавена кожа | Rawhide (TV)        | Рауди Йейтс |          |         |